# Litchfield Law School

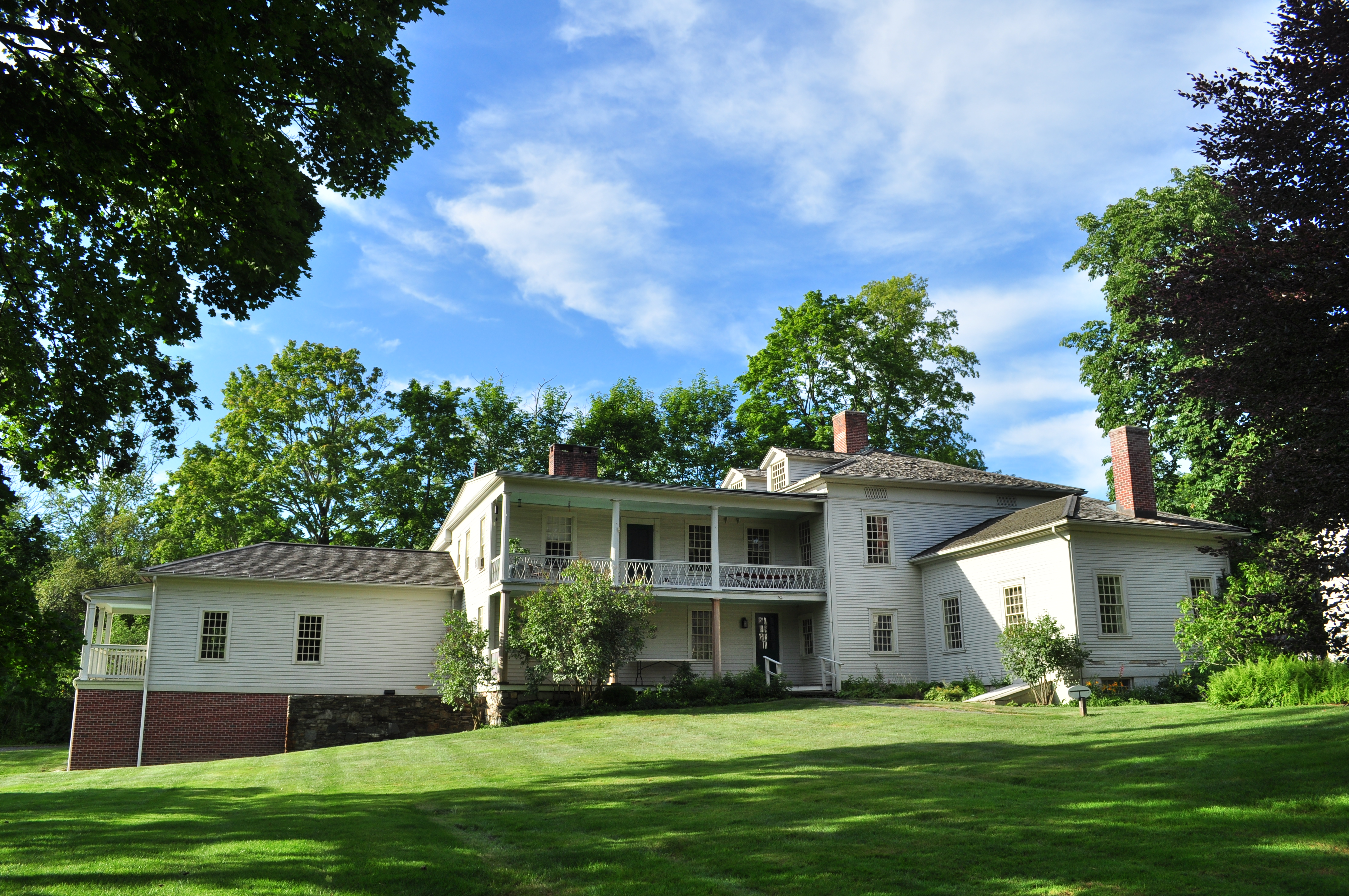
Gebäude der Litchfield Law School

Die Litchfield Law School, auch als Tapping Reeve House and Law School bekannt, ist das historische Gebäude einer Law School in Litchfield im Litchfield County im US-Bundesstaat Connecticut. 

## Geschichte
Die erste private Rechtsschule (Law School) in den Vereinigten Staaten wurde im Jahr 1784 von Tapping Reeve gegründet, in der Reeve angehende Juristen im Klassenunterricht ausbildete. Zu den Studenten gehörten unter anderem Noah Webster, Aaron Burr und John C. Calhoun. Als Reeve 1798 als Richter an den Connecticut Supreme Court berufen wurde, stellte er, um den Lehrbetrieb aufrechtzuerhalten, zusätzlich James Gould und später weitere Juristen als Dozenten ein, lehrte aber auch selbst noch bis ins hohe Alter. Unter den rund 1000 Juristen, die im Laufe der Jahre bei Reeve studierten, finden sich insgesamt 28 zukünftige Senatoren, zehn Gouverneure und drei Richter des Obersten Gerichtshofes der USA. James Gould war nach dem Tod Reeves bis 1833 Rektor der Law School, danach wurde sie geschlossen.
Im Dezember 1965 erhielt das Gebäude als erstes Denkmal im Litchfield County den Status eines National Historic Landmark zuerkannt.